# Roderic Hill
Air Chief Marshal Sir Roderic Maxwell Hill, KCB, MC, AFC & Bar (01 de março de 1894 Hampstead, Londres, Inglaterra — 06 de outubro de 1954 (60 anos) Smithfield, Londres, Inglaterra), foi um comandante sênior da Royal Air Force durante a Segunda Guerra Mundial. Ele foi um ex-reitor do Imperial College e vice-chanceler da University of London. O Departamento de Aeronáutica do Imperial College funcionava no prédio que leva seu nome.

## Vida pregressa
Roderic Maxwell Hill nasceu em Hampstead, Londres, em 1º de março de 1894, o mais velho dos três filhos de Michaiah John Muller Hill, professor de matemática no University College, em Londres, e sua esposa, Minnie. Seu irmão era Geoffrey TR Hill e Sir George Francis Hill era seu tio. Roderic foi educado no Bradfield College e, em 1912, foi para o departamento de belas artes do University College, em Londres, com a ambição de se tornar um arquiteto. De 1909 em diante, ele e Geoffrey ficaram fascinados pela aviação; com o dinheiro ganho por Roderic com desenhos publicados em The Sphere, eles construíram e voaram com sucesso um planador de seu próprio projeto em 1913.

## Carreira na RAF
Hill foi comissionado como 2º tenente no 12º Northumberland Fusiliers em dezembro de 1914, e foi enviado para a França na segunda metade de 1915. Hill viu pela primeira vez um combate intensivo na Batalha de Loos, onde ganhou uma menção em despachos, mas sofreu um ferimento na lateral.
Enquanto se recuperava dos ferimentos, Hill se inscreveu com sucesso para ingressar no Royal Flying Corps e, em julho de 1916, foi transferido e qualificado como piloto. Demonstrando habilidade de vôo acima da média, ele foi colocado no No. 60 Squadron, então voando no complicado Morane-Saulnier N. Ele rapidamente provou ser um piloto habilidoso, fazendo repetidas patrulhas e combates nas linhas alemãs e lutando nas batalhas aéreas durante a ofensiva de Somme em novembro de 1916. Pouco depois disso, ele foi novamente mencionado em despachos e condecorado com a Cruz Militar, por "habilidade e bravura conspícuas. Sob fogo muito pesado, ele mergulhou em um balão inimigo e o derrubou em chamas." Em dezembro de 1916, Hill tornou-se comandante de vôo do No. 60 Squadron e foi promovido a capitão.
Em fevereiro de 1917, a reputação de Hill como um piloto inteligente com habilidades acrobáticas levou a sua posição como líder do departamento de vôo experimental na Royal Aircraft Factory, Farnborough. Lá, seu vôo de teste contribuiu para o sucesso do S.E.5, do R.E.8 e do DH.9 (com o motor Napier Lion). Na formação da Royal Air Force em abril de 1918, Hill foi promovido a líder de esquadrão. Em agosto daquele ano, ele foi premiado com a Cruz da Força Aérea (AFC) por voos meritórios como piloto experimental em Farnborough; ele voou para um cabo de balão de barragem para testar um dispositivo de proteção recém-inventado. Durante esta turnê, ele também realizou um trabalho de desenvolvimento testando localização de direção sem fio, controle de rádio; ele experimentou pessoalmente os primeiros tipos de pára-quedas. Em reconhecimento, ele foi premiado com um Bar para sua AFC em 1921. No Hendon Pageant de 1922, ele demonstrou a capacidade de manobra do bombardeiro bimotor Airco DH.10 Amiens em um duelo simulado com caças SE 5. Também naquele ano, ele ganhou o prêmio de pesquisa aeronáutica R. M. Groves.
Hill permaneceu em Farnborough até 1923, quando frequentou o RAF Staff College em Andover. Depois de se formar em 1924, ele foi brevemente empregado em funções de pessoal da Aeronáutica em Inland and Area H.Q. então, em setembro, foi colocado como oficial comandante do No. 45 Squadron em Hinaidi. Lá, ele foi fundamental na operação da rota aérea Cairo-Bagdá, voando em aeronaves de transporte Vickers Vernon e na manutenção da segurança do Iraque. Ele escreveu e ilustrou um livro de memórias de seu tempo no Iraque e no Oriente Médio: ele faz um relato animado de voar os grandes biplanos da época em terrenos desérticos difíceis e também fornece uma descrição nitidamente focada e às vezes lírica da paisagem e das pessoas. da região.
Hill juntou-se ao Directing Staff no RAF Staff College em 1927 e depois passou a ser o Oficial Comandante do Esquadrão Aéreo da Universidade de Oxford em 1930, Vice-Diretor de Reparos e Manutenção do Ministério da Aeronáutica em 1932 e Oficial Aéreo Comandante do Comando da Palestina e Transjordânia em 1936.
Durante a Segunda Guerra Mundial, Hill foi Diretor-Geral de Pesquisa e Desenvolvimento do Ministério da Aeronáutica e, a partir de 1942, Comandante do Staff College da RAF. Ele foi nomeado Oficial Aéreo Comandante No. 12 Grupo em 1943 e depois serviu como Comandante-em-Chefe do Comando de Caça (também chamado brevemente de Defesa Aérea da Grã-Bretanha durante seu comando) de 1943 a 1945. Sob seu comando, a RAF foi capaz de para desferir um golpe na campanha de bombardeio estratégico da Luftwaffe alemã durante a Operação Steinbock.
Após a guerra, Hill foi Membro da Força Aérea para Treinamento e depois Membro da Força Aérea para Serviços Técnicos antes de se aposentar em 1948. Na aposentadoria, ele se tornou Reitor do Imperial College. Em 1953, foi nomeado vice-chanceler da Universidade de Londres, antes que problemas de saúde o obrigassem a renunciar no ano seguinte, antes de completar seu mandato.

## Vida pessoal
Atendendo à sua ambição original de ser arquiteto, Hill era um ilustrador talentoso. Durante a Primeira Guerra Mundial, e por um tempo depois, ele foi um contribuidor frequente de desenhos para a revista Flight.
Hill casou-se com Mabel Helen Catherine Morton em 1917. Eles tiveram duas filhas e um único filho que foi morto em ação em 1944. Ele morreu de uma trombose coronária perto do Hospital St Bartholomew.